# Manchester (Kalifornija)
Manchester je naseljeno područje za statističke svrhe u američkoj saveznoj državi Kalifornija. Prema popisu stanovništva iz 2010. u njemu je živjelo 195 stanovnika.